# ویلیخه لانگه‌راک
ویلیخه لانگه‌راک (به هلندی: Willige Langerak) یک منطقهٔ مسکونی در هلند است که در لوپیک واقع شده‌است.